# Hymenophyllum thuidium
Hymenophyllum thuidium är en hinnbräkenväxtart som beskrevs av Harr. Hymenophyllum thuidium ingår i släktet Hymenophyllum och familjen Hymenophyllaceae. Inga underarter finns listade.